# ぽんぽこパン
『ぽんぽこパン』（COMIC BAKERY）は、1984年6月に日本のコナミ（現・コナミデジタルエンタテインメント）より発売されたMSX用のアクションゲーム。コナミの教育シリーズ第5弾として発売された。テーマは社会。
パン職人のジョーおじさんを操作しつつ、工場の機械のスイッチを切るタヌキを麻酔銃で退治しながら、パンを作ることを目的としている。
1998年3月19日に発売されたプレイステーション用ソフト『コナミアンティークス MSXコレクション』Vol.3およびセガサターン版『コナミアンティークス MSXコレクション ウルトラパック』にも収録されている。